# Endogline
L' endogline est une glycoprotéine localisée sur la membrane cellulaire et faisant partie du complexe protéique, récepteur du TGFβ.

## Structure
Il s'agit d'une glycoprotéine trans-membranaire dont la plus grosse partie (561 acides aminés) se situe à l'extérieur de la cellule. Elle est localisée sur les cellules endothéliales.

## Rôles en médecine
La mutation de son gène est responsable de la maladie de Rendu-Osler.
Il intervient dans la genèse des vaisseaux sanguins (angiogenèse). Un déficit complet est fatal chez l'embryon de la souris par défaut d'angiogenèse. Son expression est augmenté dans les cas de néovascularisations, qu'elles soient d'origine tumorale ou inflammatoire.
Son expression est augmentée dans le fibroblaste cardiaque en cas d'insuffisance cardiaque. Son inhibition semble diminuer la synthèse de collagène (responsable d'une fibrose) au niveau de cet organe. Sa forme libre (solubilisée dans le sang) est retrouvée en plus grande quantité en cas de diabète ou d'hypertension artérielle. Son taux pourrait être également un marqueur pronostic à la suite d'une infarctus du myocarde.
L'atorvastatine (une statine utilisée comme médicament contre le cholestérol) diminuerait l'expression de l'endogline.